# Martinus van Porres
Martinus van Porres (Lima, 9 december 1579 - 3 november 1639) was een Peruaanse dominicaan en een rooms-katholieke heilige.
Martinus was de onechte zoon van de Peruaanse edelman Juan de Porres en Anna Velazquez, een Afro-Peruaanse vrouw. Hij was dus een mulat. Hij groeide op in armoede. Toen hij elf jaar oud was, namen de dominicanen hem als bediende op in hun klooster. In latere jaren kreeg hij de taken van een aalmoezenier en de zorg over de zieken. Martinus had namelijk veel verstand van de verzorging van wonden en de bereiding van medicijnen. Veel mensen kwamen ook naar hem toe voor goede raad. De dominicanen overwonnen hun aarzeling om een niet-blanke toe te laten tot hun orde en lieten Martinus in 1594 uiteindelijk als broeder intreden.
Martinus van Porres zette zich bijzonder in voor de armen. Hij stichtte met steun van zijn zus een weeshuis en een kinderziekenhuis. Hij leidde verder een sober leven. In de kunst wordt hij vaak afgebeeld met een bezem: geen werk was hem te min, ieder werk kon tot heiliging leiden. Martinus was bevriend met Rosa van Lima, die de eerste vrouwelijke heilige van Zuid-Amerika zou worden.
Martinus' zaligverklaring door Gregorius XVI vond plaats in 1837. Paus Johannes XXIII verklaarde hem in 1962 heilig. Hij is de beschermheilige van verpleegkundigen en patroon van de sociale gerechtigheid. Zijn feestdag is vastgesteld op 3 november.